# Fettecke
Die Fettecke war ab 1963 ein gestalterisches Element im Schaffen des deutschen Künstlers Joseph Beuys. In besonderer Weise erregte der Prozess um eine 1986 aus Beuys’ Atelier entfernte Fettecke öffentliches Aufsehen und machte diese zu einer der bekanntesten Arbeiten des Künstlers.

## Fett und Fettecken im Werk von Joseph Beuys
Joseph Beuys setzte ab 1958 Fett in seiner Kunst ein. Der Stuhl mit Fett, 1963 ist eines von Beuys’ prominenten Werken. Dazu erklärte er später: „Das Fett nimmt den Weg von einer chaotisch zerstreuten, energieungerichteten Form zu einer Form. Dann tritt es auf in der berühmten Fettecke.“ Als Fotografie erhalten ist eine Fettecke mit Filter, 1963 in seiner Atelierwohnung am Drakeplatz. In Der Chef THE CHIEF (1964) und EURASIENSTAB (1967) präparierte Beuys Ecken der Räume, in denen die Aktionen stattfinden sollten, vorab mit Fett. Den ansonsten leeren Luzerner Fettraum 1969 versah er mit acht Fettecken.
Fett war wichtiges Element auch in den Aktionen und in uns… unter uns … landunter (1965), MANRESA (1966), Vakuum ↔ Masse (1968) und Honigpumpe am Arbeitsplatz (1977). Die monumentale Skulptur Unschlitt/Tallow (1977) wurde aus großen Blöcken in flüssigem Zustand gegossenen Fetts geschnitten. Für Beuys hatte Fett Bedeutung als Wärme speicherndes Material, das „den Wärmecharakter [der Plastik] am besten demonstriere.“
1982 erklärte Beuys: „(…) die Sachen mit Fett erheben einen großen Anspruch auf Theorie. Und diese Theorie ist natürlich vielleicht nicht immer da, wenn Menschen im Museum so eine experimentelle Anordnung sehen.“

## Skandal um eine entfernte Fettecke

### Ereignisse 1982/1986
Joseph Beuys hatte am 28. April 1982 in einer Ecke seines Ateliers Raum 3 im Hauptgebäude der Düsseldorfer Kunstakademie ca. zwei Meter unterhalb der Decke fünf Kilogramm Butter angebracht. Anlass der Installation waren der für den darauffolgenden Tag vorgesehene Empfang von Lama Sogyal Rinpoche, dem Bevollmächtigten des Dalai Lamas in Europa, und ein Seminar der von ihm mitgegründeten Free International University. In der Folgezeit diente die Plastik „als ständiges Demonstrationsobjekt“.
Der Hausmeister der Kunstakademie Düsseldorf entfernte 1986 das Fett, etwa neun Monate nach Beuys’ Tod. Johannes Stüttgen entdeckte am 9. Oktober 1986 „die völlig zerstörte Fettecke“ in einem großen Abfalleimer der Kunstakademie und konservierte sie unter der Bezeichnung „Reste einer staatlich zerstörten Fettecke“. Er beanspruchte das Eigentum an dem Werk, da Beuys seine Kunstaktion mit den Worten „Johannes, jetzt mache ich dir endlich deine Fettecke“ begonnen habe. Es kam zu einem Prozess, bei dem insbesondere sachenrechtliche Fragen der Übereignung, der Verbindung mit einem Grundstück und der Verarbeitung (§§ 929 ff., §§ 946 ff. und § 950 BGB) eine Rolle spielten. Das Land Nordrhein-Westfalen zahlte an Stüttgen in einem Vergleich in zweiter Instanz 40.000 DM Schadensersatz.
Es war der zweite Fall, in dem ein Kunstwerk von Beuys nicht als solches erkannt und zerstört wurde. Bereits am 3. November 1973 war bei einem geselligen Abend im SPD-Ortsverein Leverkusen-Alkenrath eine mit Heftpflaster und Mullbinden versehene Badewanne gereinigt und zum Gläserspülen verwendet worden („Joseph Beuys’ Badewanne“). Auch in diesem Fall wurde ein Schadensersatz (58.000 DM) gezahlt. Dieses Ereignis war Vorlage einer Fernsehwerbung für das Putzmittel Ata und wird häufig mit der Zerstörung der Fettecke verwechselt.
Die Ereignisse um die Fettecke machte dieses Werk zu einer der bekanntesten Arbeiten des Künstlers. Die Arbeit wirkte provozierend auf einen großen Teil der Gesellschaft und führte zu Kontroversen über die Frage, was als Kunst angesehen werden könne.

### Destillation der Überreste 2014
Die etwa 2 kg schweren Überreste der Fettecke aus dem Besitz von Johannes Stüttgen wurden am 19. Juli 2014 im Rahmen der Performance Geist durch eine „Transformation“ endgültig zerstört: Das Bremer Künstlerduo Korpys/Löffler und Dieter Schmal brannten die Überreste mittels einer Apothekerdestille zu einem hochprozentigen Schnaps. Anschließend verkosteten sie das geistige Getränk, das geschmacklich an Parmesan erinnern soll. Die Kunstaktion fand parallel zu der Ausstellung Kunst und Alchemie im Museum Kunstpalast in Düsseldorf statt.
Durch die Verwandlung in ein „liquides Dokument“ wurde nach Ansicht der Kuratorin der „entwurzelte, konfliktbehaftete Beuys’sche Eingriff auf seine Essenz“ verdichtet. Darin sei auch ein „spezifischer Umgang“ mit den „Geistern der Vergangenheit“ zu sehen. Die Destille selbst liefere hierbei ein „bestechendes Bild“ von Beuys’ Theorie der Plastik. Das Destillat wird als weiteres Kunstwerk ausgestellt.
Beuys’ Witwe Eva verurteilte die Aktion als „unglaubliche Unverschämtheit“ und beauftragte den Anwalt Peter Raue mit der Prüfung, ob Urheberpersönlichkeitsrechte ihres verstorbenen Gatten verletzt wurden. Heiner Bastian, früher Privatsekretär von Beuys, ließ aus Protest gegen die Aktion seinen „Beuys-Ofen“ aus der laufenden Ausstellung entfernen. Der Streit zwischen Eva Beuys und dem Kunstmuseum wurde dadurch beigelegt, dass das Etikett auf dem ausgestellten Glasgefäß, das das Schnaps-Destillat enthält, geändert wurde: statt „Joseph Beuys, Reste einer staatlich zerstörten Fettecke“ nunmehr „Geist. Reste der zerstörten Fettecke von Joseph Beuys (1982, Raum 3, Staatliche Kunstakademie Düsseldorf. Edition 1–16, Korpys/Löffler/Schmal 2014, 50 Vol)“.

## Rezeption
- Heinz Baumüller: Die Fettecke: eine Videoskulptur über die Fettecke von Joseph Beuys. Verfasser: Michael Bielický; Ricardo Peredo mit Heinz Baumüller; Joseph Beuys; James Lee Byars; Verlag Köln, 235 Media, c 1987